# خیابان کلینتون

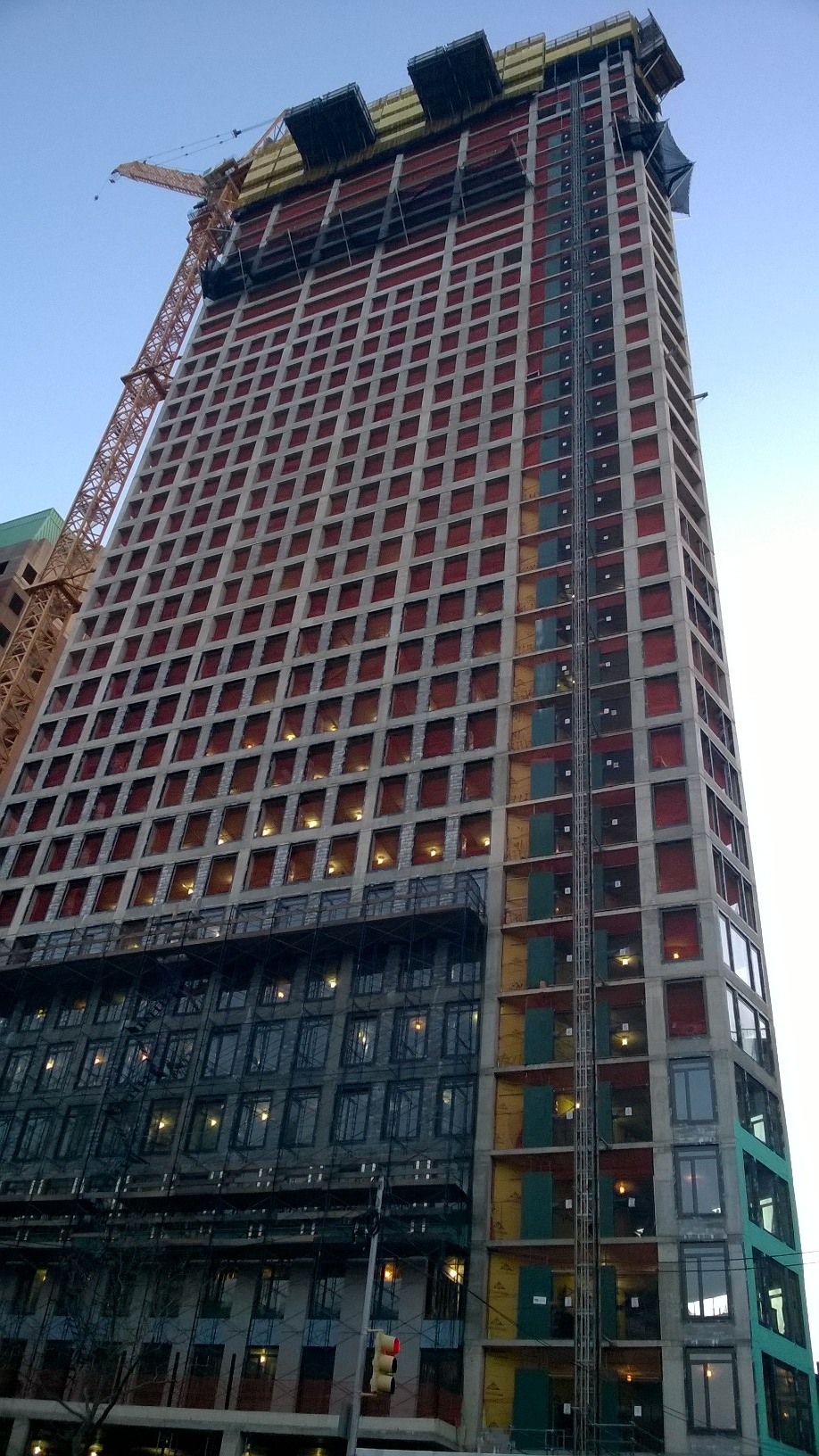
1 Clinton Street, topped out, but continuing construction in Downtown Brooklyn, on April 6, 2019

خیابان کلینتون (انگلیسی: 1 Clinton Street) نام یک خیابان است که اطراف آن ساختمان‌های بسیاری وجود دارد. این خیابان در شهر بروکلین در کنار کتابخانه عمومی بروکلین واقع شده است. طرح ساخت این خیابان در سال ۲۰۱۴ میلادی آغاز و ساختش در ژوئن سال ۲۰۱۵ میلادی پایان یافت.